# Jānis Bojārs
Jānis Bojārs (12. května 1956 – 5. června 2018) byl sovětský atlet lotyšské národnosti, dvojnásobný halový mistr Evropy ve vrhu koulí.
V roce 1982 získal stříbrnou medaili na mistrovství Evropy v Athénách. Bronz zde mj. vybojoval Remigius Machura. O rok později se stal v Budapešti halovým mistrem Evropy a skončil pátý na prvním ročníku mistrovství světa v Helsinkách. V roce 1984 obhájil ve švédském Göteborgu titul halového mistra Evropy. Kvůli bojkotu nereprezentoval na letních olympijských hrách v Los Angeles.
Na prvních a zároveň také posledních světových halových hrách v Paříži 1985 vybojoval bronzovou medaili. V roce 1985 skončil čtvrtý na halovém ME v Pireu a o rok později zůstal pod stupni vítězů také na halovém ME v Madridu.